# Galei Tzahal
Galei Tzahal (en hebreo: גלי צה"ל‎  conocida en Israel por su acrónimo Galatz (en hebreo: גל"צ‎ , es una emisora de radio nacional israelí de las Fuerzas de Defensa de Israel (FDI).
La emisora emite noticias, música, reportajes sobre tráfico y programas educativos para el público en general, así como programas de entretenimiento y noticias militares para los soldados del Tzahal.Tiene una estación principal y una emisora hermana, Galgalatz (en hebreo: גלגל"צ), que emite música y reportajes de tráfico en hebreo las 24 horas del día, el personal incluye tanto a soldados como civiles. A partir de diciembre de 2013, esta emisora ya no emite en onda corta hacia Europa, aunque todavía emite en tiempo real en Internet.

## Historia
Galatz inició sus transmisiones el 24 de septiembre de 1950, como una continuación de la emisora de la Haganá para el público judío, durante la Guerra árabe-israelí de 1948. Las transmisiones empezaron con un toque de corneta a las 18.30 horas, seguido del himno nacional israelí Hatikva. Se había establecido un estudio improvisado en el interior de un edificio ubicado en una antigua escuela en Ramat Gan, con unas mantas del ejército colgadas en las paredes para silenciar el ruido de fondo.

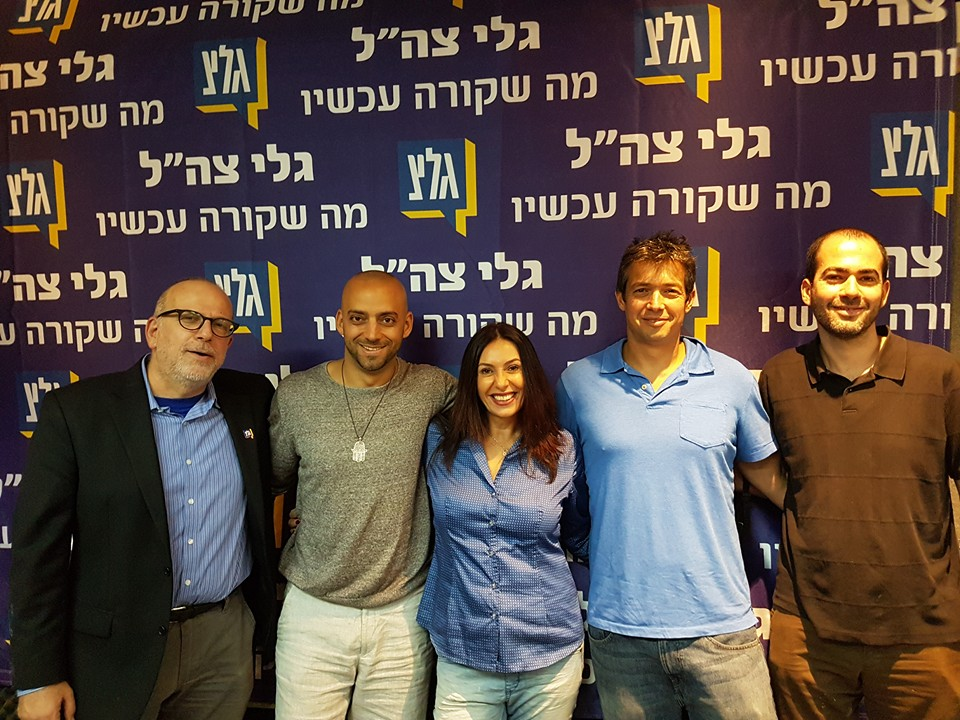
Estación Galei Tzahal, 2016. Yaron Deckel, Idan Raichel, Miri Regev, Yoaz Hendel, Asael Lubotzky.

En 1956, su estatuto fue definido por el artículo 48 de la ley de la Autoridad de Radiodifusión de Israel. Las Fuerzas de Defensa de Israel (FDI) fueron autorizadas a escoger su programación para los soldados, pero los programas para los civiles debían recibir la aprobación de la Autoridad de Radiodifusión de Israel. Durante el período formativo de la estación en los años sesenta y setenta, la emisora fue dirigida por Yitzhak Livni. En 1973, durante la guerra de Yom Kipur, Galatz fue la primera emisora de radio israelí que emitió todo el día. Durante la Guerra del Líbano de 1982, la emisora colaboró con la Televisión Educativa Israelí (IETV), esta cooperación en tiempos de guerra, dio lugar a un programa de noticias y entrevistas diarias llamado Erev Hadash ( en hebreo: ערב חדש‎  lit. La Nueva Tarde ).
Galatz fue la primera emisora de radio de Israel en abandonar el hebreo formal y algo culto que normalmente se utilizaba en los medios de comunicación. Sus programas de entretenimiento para los soldados fueron los primeros en utilizar el hebreo coloquial en las ondas. Sus boletines informativos utilizan un estilo lingüístico más relajado que los boletines horarios de Kol Israel (en hebreo: קול ישראל), este estilo de presentación resultó particularmente popular entre dos grupos de edad: Los jóvenes y los ancianos.
Durante muchos años, las retransmisiones de Galei Tzahal se orientaron principalmente hacia los soldados, incluyendo los programas musicales que transmitían los saludos de los soldados y diversas emisiones relacionadas con las FDI. La estación era única, puesto que incorporaba soldados al servicio del ejército regular en posiciones periodísticas, incluidos reporteros, editores, productores, locutores de noticias y música, editores musicales, anunciantes, etc. Tras la guerra de Yom Kipur, en 1973, la emisora empezó a emitir 24 horas al día, ampliando sus emisiones para incluir retransmisiones de noticias y programación de actualidad. Durante años, fue la única emisora israelí que seguía emitiendo durante toda la noche. En noviembre de 1993, Galei Tzahal empezó a operar la emisora hermana Galgalatz, que emite música intercalada con informes de tráfico y tiene elevadas tasas de oyentes.

## Papel cultural
Según Oren Soffer, jefe de estudios de comunicación de la Universidad Abierta, Galei Tzahal se ha convertido en el símbolo del pluralismo y la libertad periodística. 

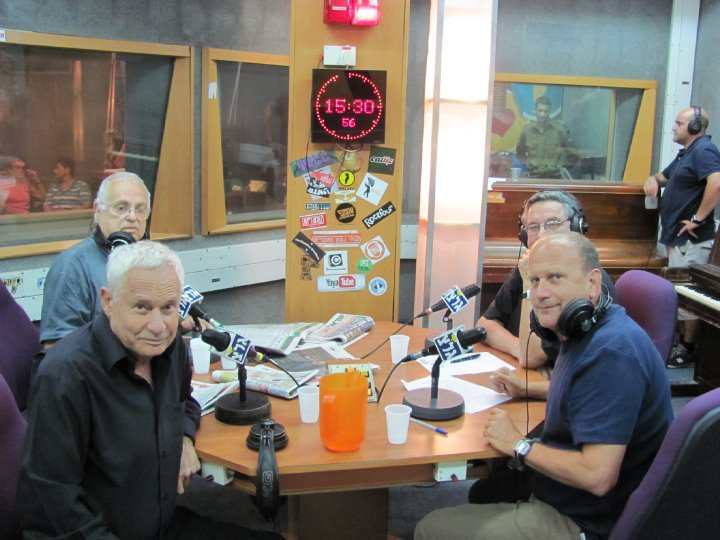
Equipo del programa "Yesh im mi ledaber" (Alguien con quien hablar)

Según Michael Handelzalts, columnista de Haaretz y crítico teatral, Galei Tzahal tuvo una "influencia positiva de gran alcance sobre la cultura israelí" y "abordar problemas de la cultura en el sentido más amplio."  En los años sesenta se leyeron nuevos poemas en voz alta una vez por semana. En la década de 1970, la emisora emitió obras de radio, inauguró "Universidad en el Aire" y mantuvo las primeras conversaciones telefónicas en directo con los oyentes que nunca se emitieron en una emisora de Israel. Ram Evron organizó charlas nocturnas en directo.  Recientemente, Galei Tzahal ha sido la primera emisora de radio en incorporar un pódcast en su programación, cuando dieron a "Historia de Israel" una sección permanente.

## Administración
La estación es gestionada por un funcionario civil designado por el ministro de Defensa por un plazo de 3 a 5 años. El comandante de la estación ostenta el grado militar de Aluf, aunque el trabajo es principalmente directivo y editorial. El comandante de la estación actual es Shimon Elkabetz. Galei Tzahal fue considerado como una división del Cuerpo de Educación y Juventud, hasta octubre de 2017.

## Locutores destacados
- Erez Tal
- Gideon Levy
- Nitzan Horowitz
- Uri Orbach
- Yair Nitzani